# 流量
流量（flow rate）或译流率，指单位时间（对应的国际单位制基本单位为秒）内流过特定截面的流体（液体或气体）的量；流体的量为体积或质量。
在多数场合中，体积代表了流体的量，其次是質量。
- 若以体积代表流体的量，其流量称之为「体积流率」[1]。在国际单位制中，体积流量的标准单位为立方公尺每秒（m3/s）。
- 若以质量代表流体的量，其流量称之为「质量流率」[2]。在国际单位制中，质量流量的标准单位为公斤每秒（kg/s）。

## 水文学
在水文学或水力学中，流量（discharge）又称流率、排放量，是单位时间内穿过流道某一横截面（过水断面）的水体体积，可分为瞬时流量和累积流量。例如水库中的水，经闸门或堰流出时，每单位时间流出之水量。